# Jan Rotmans
Jan Rotmans (Rotterdam, 29 maart 1961) is hoogleraar en wetenschapper op het gebied van klimaatverandering, duurzaamheid en transities. Hij heeft meer dan dertig boeken en driehonderd wetenschappelijke artikelen over klimaatverandering, klimaatmodellen en duurzame veranderingen gepubliceerd. Hij staat bekend om zijn werk op het gebied van transitiebeheer en zijn inspanningen om complexe maatschappelijke uitdagingen met betrekking tot duurzaamheid en klimaatadaptatie aan te pakken. Hij heeft het wereldwijde transitie model TARGETS ontwikkeld, dat voortbouwt op het wereldmodel van de Club van Rome. Bovendien heeft hij het Nationaal Kennis- en Innovatiecentrum voor Transities (KSI) opgericht, dat op zijn beurt de basis vormt voor het Europese Transitienetwerk. Ook is Jan Rotmans een van de oprichters van transitiewetenschap en oprichter van ICIS, Drift, Urgenda (met Marjan Minnesma) en Nederland Kantelt.
Na zijn studie toegepaste wiskunde aan de TU Delft, startte hij in 1986 bij het RIVM zijn promotieonderzoek, en promoveerde in 1990 op het IMAGE model van klimaatverandering. In 1992 werd Rotmans de jongste hoogleraar van Nederland, aan de Universiteit van Maastricht. Van 1995 tot 1997 werkte hij bij de Verenigde Naties in New York.
In 1997 richtte hij ICIS op, het International Centre for Integrated assessment and Sustainable development (ook wel International Centre for Integrative Studies genoemd).
Sinds 2004 is hij hoogleraar "transitiekunde" aan de Erasmus Universiteit. In datzelfde jaar richtte hij DRIFT op, het Dutch Research Institute For Transitions.
In 2007 richtte hij Stichting Urgenda op, een beweging voor innovatie en duurzaamheid. Hij houdt lezingen en is betrokken bij verschillende adviesfuncties bij nationale en internationale overheden en bedrijven.

## Biografie
Prof. Dr. Ir. Rotmans is als eerste ter wereld erin geslaagd een integraal klimaatmodel te ontwikkelen (IMAGE – Integrated Model to Assess the Greenhouse Effect) dat oorzaak, mechanisme en effect door menselijk gedrag kan modelleren. Het is hét doorbraakmodel van de jaren tachtig en wordt gebruikt door de IPCC (Intergovernmental Panel on Climate Change), door de Verenigde Naties bij de klimaatonderhandelingen, door de Wereldbank, Europese Commissie, UN Environment Programme, en het Europees Milieuagentschap. Rotmans is nog stagiair wanneer hij begint met de ontwikkeling van IMAGE bij het RIVM (Rijksinstituut voor Volksgezondheid en Milieu). 38 jaar later wordt het nog steeds gebruikt door het PBL (Planbureau van de Leefomgeving) en hebben er inmiddels honderden mensen aan de doorontwikkeling ervan gewerkt. IMAGE vormde de start van een hele school aan geïntegreerde klimaatmodellen, waarvan er inmiddels velen zijn. Bij de VN in New York werkte Jan Rotmans aan de harmonisatie van deze geïntegreerde klimaatmodellen en aan de evaluatie van het mondiale duurzaamheidsbeleid.
Rotmans stond aan de wieg van Integrated Assessment; een multi- en interdisciplinair vakgebied dat zoekt naar integrale analyses en oplossingen voor complexe vraagstukken, langs verschillende schalen in tijd en ruimte. Het groeide uit tot een internationaal onderzoeksgebied, met eigen modellen, indicatoren en scenario's. In die geest richtte hij zijn eerste onderzoeksinstituut op, ICIS (International Center for Integrative Studies) aan de Universiteit van Maastricht, waar hij al hoogleraar was. ICIS werd later omgedoopt tot het Maastricht Sustainability Institute (MSI). Rotmans ontwikkelde het mondiale transitiemodel TARGETS, dat voortborduurde op het wereldmodel van de Club van Rome. Hij startte, samen met prof. John Grin en prof. Johan Schot, een groot Nationaal onderzoeksprogramma naar transities van ca. 22 miljoen euro en het Nationale Transitie Onderzoeksnetwerk KSI, dat op zijn beurt de basis vormde voor het European Transition Network. In 2004 richtte hij het transitieonderzoeksinstituut DRIFT op (Dutch Research Institute For Transitions) en werd daarmee hoogleraar Transities en Duurzaamheid aan de Erasmus Universiteit Rotterdam. Inmiddels werken er duizenden transitieonderzoekers over de hele wereld.
Rotmans heeft twee wetenschappelijke tijdschriften opgericht ('Environmental Modeling' and 'Assessment and Integrated Assessment') en publiceerde meer dan 30 boeken over duurzaamheid en transities. Daarnaast publiceerde hij meer dan 300 wetenschappelijke artikelen op het gebied van duurzaamheid, milieu, transities en systeeminnovaties. In 2021 verscheen zijn boek 'Omarm de Chaos'. Hij adviseert nationale en internationale organisaties en regeringen, zoals de Europese Commissie, Verenigde Naties, Wereld Bank, OECD, Ministeries in Scandinavië, Duitsland, Engeland, de VS, Canada, Australië en Japan en Het Europees Milieuagentschap. Voor Nederland is hij topadviseur van de overheid en het kabinet. Hij ontwikkelde verschillende toekomstvisies voor Nederland, onder meer in samenwerking met KuiperCompagnons: een Land met een Plan, Nederland in 2121. Om transities aan te jagen richtte hij samen met Marjan Minnesma Urgenda op, de organisatie die o.a. succesvol de Nederlandse staat aanklaagt en de overheid zo dwingt de uitstoot van broeikasgassen te verminderen. Daarnaast richtte hij onder meer Nederland Kantelt op, Zorgeloos, Education in Transition en de Gideonsbende. Hij werkt met sociaal ondernemers in de regio Rotterdam aan doorbraakprojecten onder de noemer van TeamNXT, en hij is betrokken bij de verduurzaming van de Rotterdamse Haven.

## Publicaties
- Rotmans, J. (1990), ‘IMAGE: an Integrated Model to Assess the Greenhouse Effect’, PhD.Thesis, published by Kluwer Academic Publishers, Dordrecht, The Netherlands.
- Rotmans, J. and de Vries, H.J.M. (1997), ‘Perspectives on Global Change: the TARGETS approach’, Cambridge University Press, Cambridge, U.K.
- Grin, J., Rotmans, J. and Schot, J. (2010), Transitions towards sustainable development’, KSI-book series part I, Routledge Publishers, UK.
- Rotmans, J. (2012), ‘In het oog van de orkaan, Nederland in transitie’, Aeneas Uitgeverij, Boxtel
- Rotmans, J., Boois, H. de, and Swart, R.J. (1990), 'An integrated model for the assessment of the greenhouse effect: the Dutch approach', Climatic Change 16, no.3, 331‑356, 1990.
- Rotmans, J. (1998), ‘Methods for Integrated Assessment: the challenges and opportunities ahead’, Environmental Modelling and Assessment, Vol. 3, no. 2, 155-179.
- Rotmans, J., Kemp, R. and van Asselt, M.B.A. (2001), ‘More evolution than revolution: transition management in public policy’, Foresight 3, no. 1, 15-32, April 2001.
- Avelino, F. and Rotmans, J. (2009), ‘Power in transitions’, European Journal of Social Theory 12, no. 4, 543-569.
- De Haan, F. and Rotmans, J. (2018), ‘A proposed theoretical framework for actors in transformative change’, Technological Forecasting and Social Change, vol. 128, March 2018, 275-286.
- Rotmans, J. & Verheijden, M. (2021), ‘Omarm de Chaos’, De Geus Uitgeverij, Amsterdam.
- The practice of transition management: Examples and lessons from four distinct cases, met D.A. Loorbach, Futures, 2010
- Patterns in transitions: Understanding complex chains of change, Journal of technological forecasting and social charge, 2011
- On patterns and agency in transition dynamics: Some key insights from the KSI programme, met J. Grin en J. Schot, Journal of pure and applied algebra, 2011
- A dynamic conceptualization of power for sustainability research, met F. Avelino, Journal of cleaner production, 2011
- Transities & transitiemanagement: Oorsprong, status en toekomst, met D.A. Loorbach, Annals of Hematology, 2012
- Google docs, PDF Transitieagenda voor Nederland: Investeren in duurzame innovatie, uitg. KSI, Rotterdam, 2010, ISBN 978-90-9025499-9
- In het oog van de orkaan: Nederland in transitie, uitg. Aeneas, 2012, ISBN 978-946104026-8
- Verandering van tijdperk: Nederland kantelt, met M.J. (vd) Linden, uitg. Aeneas, 2014, ISBN 978-946104035-0
- SMO, beschrijving en preview in PDF Ondernemen in transitie, met D. Loorbach en R.L. Huffenreuter, uitg. SMO, 2014, ISBN 978-90-6962-250-7

- Gemeinsame Normdatei: 170975029
- International Standard Name Identifier: 0000 0001 0974 6763
- Library of Congress Control Number: n90681072
- Nationale Bibliotheek van Letland: 000021953
- Mathematics Genealogy Project: 75916
- Nederlandse Thesaurus van Auteursnamen: 075166844
- Système universitaire de documentation: 145212599
- Virtual International Authority File: 55776700
- WorldCat: E39PBJwX6TMYR39vqwdHtM6R8C